# Klen v Nancy
Klen v Nancy je památný strom javor klen (Acer pseudoplatanus), který roste v bývalé osadě Rájec (Nancy), vlevo od silnice ze Stříbrné do Přebuzi, asi 1 km severovýchodně od křižovatky silnic Stříbrná-Bublava-Přebuz v okrese Sokolov v Karlovarském kraji. Pravidelně rostlý strom má spirálovitě vinutý kmen o obvodu 388 cm, na kmeni je nápadný červený povlak způsobený řasou rodu Trentepohlia. Koruna srdčitého tvaru dosahuje do výšky 22,5 m (měření 2004). Za památný byl strom vyhlášen v roce 2005 jako esteticky zajímavý strom, významný vzrůstem, historicky důležitý, krajinná dominanta a biologicky významný strom. Klen je svědkem zaniklé osady Grund. Základy stavení, před kterým byl vysazen, jsou dosud patrné.
Strom je zároveň uveden na seznamu významných stromů Lesů České republiky.

## Stromy v okolí
- Modřín u Stříbrného potoka
- Klen Na konci světa
- Jedle pod skálou v Nancy